# 2月24日
2月24日（にがつにじゅうよっか）は、グレゴリオ暦で年始から55日目にあたり、年末まであと310日（閏年では311日）ある。グレゴリオ暦では、閏年の場合に限り、閏日とも呼ばれる。詳細は閏日の項を参照。

## できごと

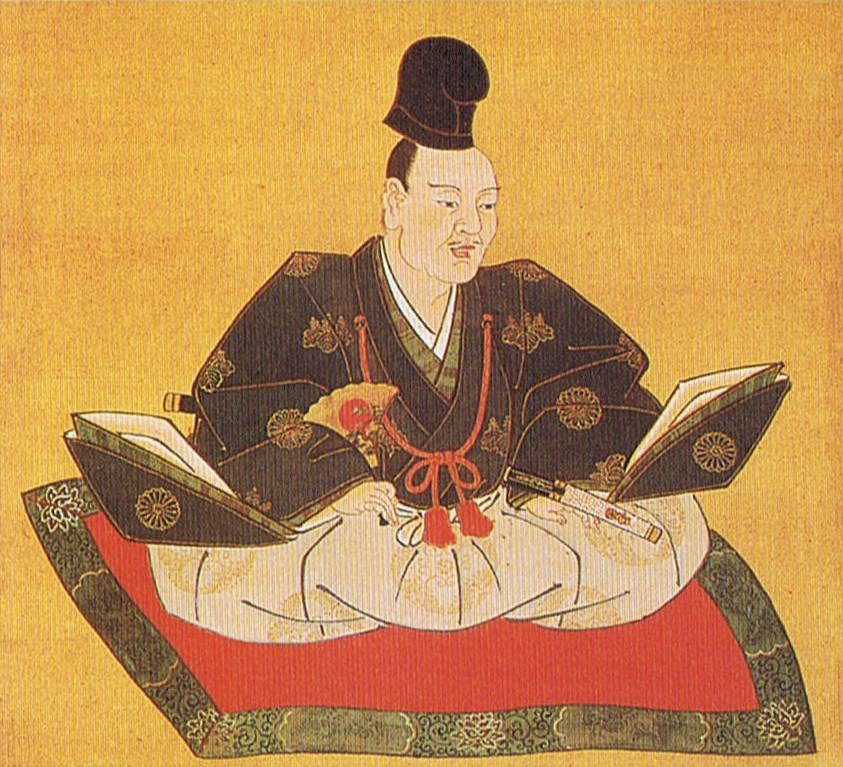
源義仲、征東大将軍に(1184年)

- 1184年（元暦元年1月11日） - 源義仲が征東大将軍に任じられる[1]。
- 1386年 - ナポリ王カルロ3世（ハンガリー王カーロイ2世）が暗殺される。
- 1582年（グレゴリオ暦3月6日） - 教皇グレゴリウス13世による暦法改正の勅（グレゴリオ暦）が出される。
- 1607年 - モンテヴェルディの最初のオペラ『オルフェオ』がマントヴァで初演[2]。
- 1711年 - ヘンデルのオペラ『リナルド』がロンドンで初演。
- 1803年 - マーベリー対マディソン事件で連邦最高裁が「憲法に反する法令は無効」とする判決。連邦最高裁の違憲審査制が確立。
- 1848年 - 二月革命でフランス王ルイ・フィリップが退位。
- 1863年 - アメリカ合衆国のアリゾナ準州が発足。
- 1867年 - ドイツ北部のプロイセン王国を中心とする北ドイツ連邦が成立。
- 1868年 - アンドリュー・ジョンソン米大統領に対する弾劾案がアメリカ合衆国下院を通過。
- 1873年 - 明治政府がキリシタン禁制の高札を取り除き、キリスト教に対する禁教政策に終止符が打たれる[3]。
- 1881年 - ロシアと清がイリ条約を締結。
- 1898年 - この日から2月27日まで、日本鉄道の機関士ら400人が会社側に待遇の改善を求めて仕事を停止し、上野駅 - 青森駅間が運休。日本初の鉄道ストライキ[4]。
- 1901年 - 奥村五百子らにより愛国婦人会が結成される。
- 1904年 - 日露戦争: 第1回旅順港閉塞作戦
- 1905年 - シンプロントンネルが完成。
- 1906年 - 堺利彦らが日本最初の合法的社会主義政党日本社会党を結成。翌年、治安警察法の適用によって解散。
- 1917年 - 第一次世界大戦: アメリカの駐英大使が、イギリスが傍受したツィンメルマン電報を受け取る[5]。
- 1918年 - エストニアがロシア・ソビエト連邦社会主義共和国からの独立を宣言[6]。
- 1920年 - ナチスが初の党大会を開催。
- 1929年 - 宮城県気仙沼市で大火。気仙沼警察署、本吉公立病院、水産試験場などを含め1000余戸が焼失[7]。
- 1933年 - 国際連盟総会で「満州を国際管理下に置くこと」を提案するリットン調査団の報告書を採択。日本全権大使・松岡洋右は連盟脱退を宣言し退場[8]。
- 1933年 - 国鉄山陰本線が全通。
- 1938年 - 鹿児島県指宿町で大規模火災が発生。約350戸が焼失[9]。
- 1942年 - アメリカの外国向け放送VOA（ボイス・オブ・アメリカ）が放送を開始。
- 1942年 - 日本海軍の伊号第一七潜水艦がカリフォルニア州エルウッドの製油所を砲撃。
- 1945年 - 緒方竹虎襲撃事件。
- 1947年 - 参議院議員選挙法公布。
- 1949年 - イスラエルとエジプトが休戦協定に調印。
- 1952年 - 冷戦: アメリカと西欧10か国が戦略物資の対共産圏輸出禁止協定に調印。
- 1957年 - スカンジナビア航空が、北極圏を経由して日本と北欧を結ぶ北回り航路を開設。
- 1958年 - ラジオ東京テレビ（現在のTBSテレビ）で連続テレビドラマ『月光仮面』の放送開始。
- 1958年 - 第二次南極観測隊が悪天候のため越冬を断念し、タロとジロら樺太犬15頭を置き去りにして撤退。
- 1960年 - 海上保安庁のヘリコプター（シコルスキー S-55）が北海道銭亀沢村の宇賀小学校（1972年に合併のため閉校[10]）校庭に墜落。乗員4人全員死亡[11]。
- 1966年 - ガーナでクワメ・エンクルマ大統領の外遊中に軍・警察がクーデター。大統領の解任を発表し政権を奪取。
- 1968年 - ベトナム戦争: テト攻勢が終了。
- 1970年 - アメリカの公共ラジオ局ナショナル・パブリック・ラジオが発足。
- 1970年 - 大阪市営地下鉄御堂筋線・新大阪駅 - 江坂駅、北大阪急行電鉄・江坂駅 - 万国博中央口駅が開業。
- 1972年 - 山陽新幹線・新神戸駅 - 相生駅間で行われた速度向上試験で当時の世界最高記録286km/hを達成。
- 1976年 - 東京地検がロッキード事件の強制捜査を開始。
- 1976年 - キューバの新憲法が施行。
- 1980年 - 2月13日から開催されていた第13回冬季オリンピック・レークプラシッド大会が閉幕。
- 1981年 - イギリス王室がチャールズ3世（当時王太子）とダイアナ・スペンサーの婚約を発表。
- 1989年 - 昭和天皇の大喪の礼。約9,800人が参列し、20万人が葬列を見送る[12]。
- 1989年 - ユナイテッド航空811便貨物ドア脱落事故。
- 1991年 - 湾岸戦争: 多国籍軍による大規模地上攻勢「砂漠の剣作戦」が行われた[13]。
- 1996年 - 欧州連合とローマ・カトリック教会において、最後の2月24日の閏日。次回の2000年からは2月29日が閏日となる。
- 2008年 - フィデル・カストロがキューバ国家評議会議長を辞任し、弟のラウル・カストロが後任に就任。
- 2017年 - プレミアムフライデーが初めて実施される。
- 2018年 - 平昌オリンピック: 今大会から採用されたスピードスケート・マススタート女子で髙木菜那が優勝[14]。また、女子カーリングで日本チーム（藤澤五月、吉田知那美、鈴木夕湖、吉田夕梨花、本橋麻里）が3位に入り、同種目日本初のメダルを獲得した[15]。
- 2019年 - 天皇陛下御在位三十年記念式典挙行。
- 2019年 - FIBAバスケットボール・ワールドカップアジア地区予選最終戦で、日本代表がカタール代表に勝利し、自国開催の2006年大会以来13年ぶりの本選出場を決める。
- 2022年 - ロシア連邦大統領のウラジーミル・プーチンがウクライナでの軍事作戦の実施を表明。ロシアによるウクライナへの侵攻が開始された[16]。

## 誕生日

### 人物

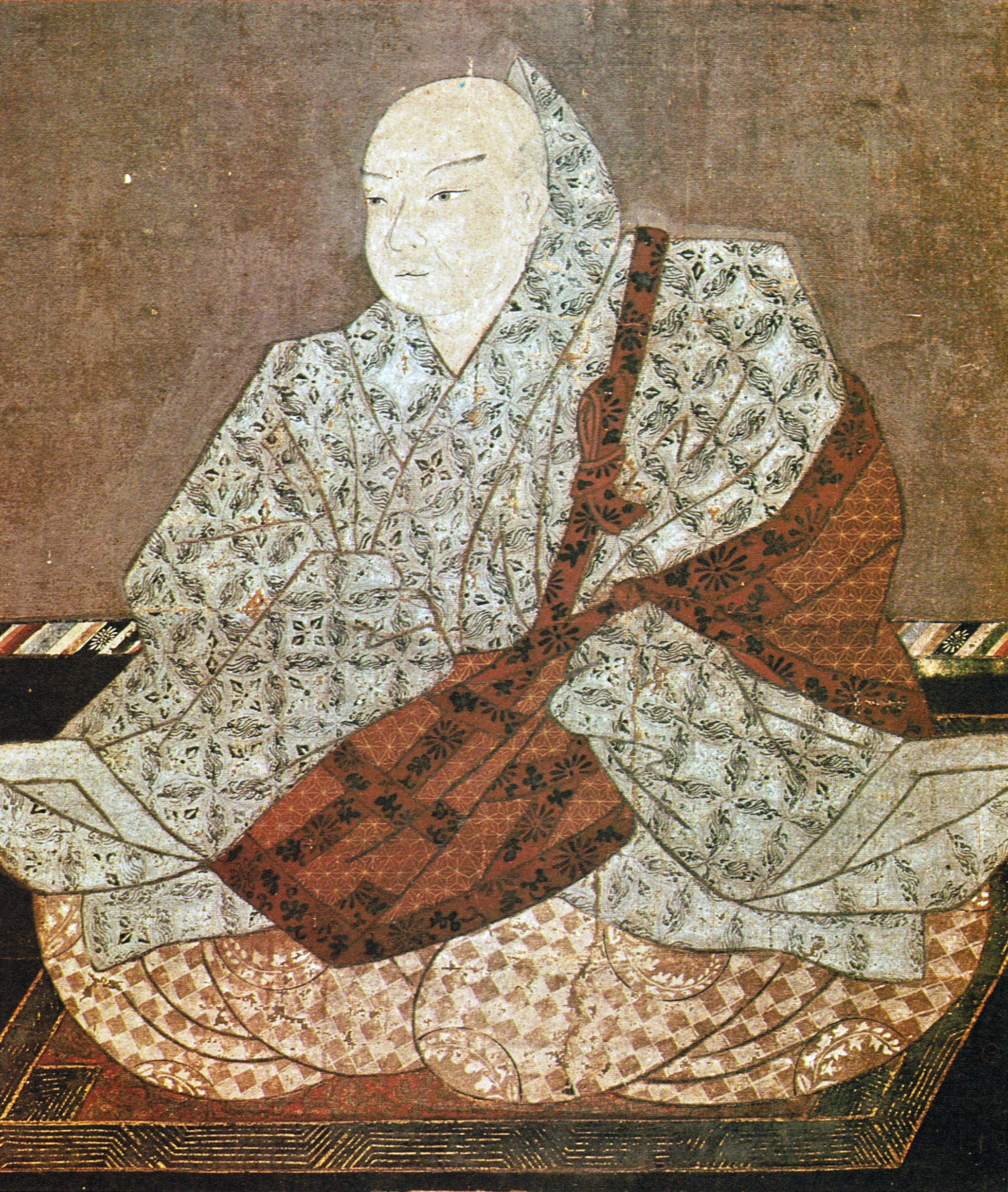
鳥羽天皇(1103-1156)誕生。28年間の院政を行った

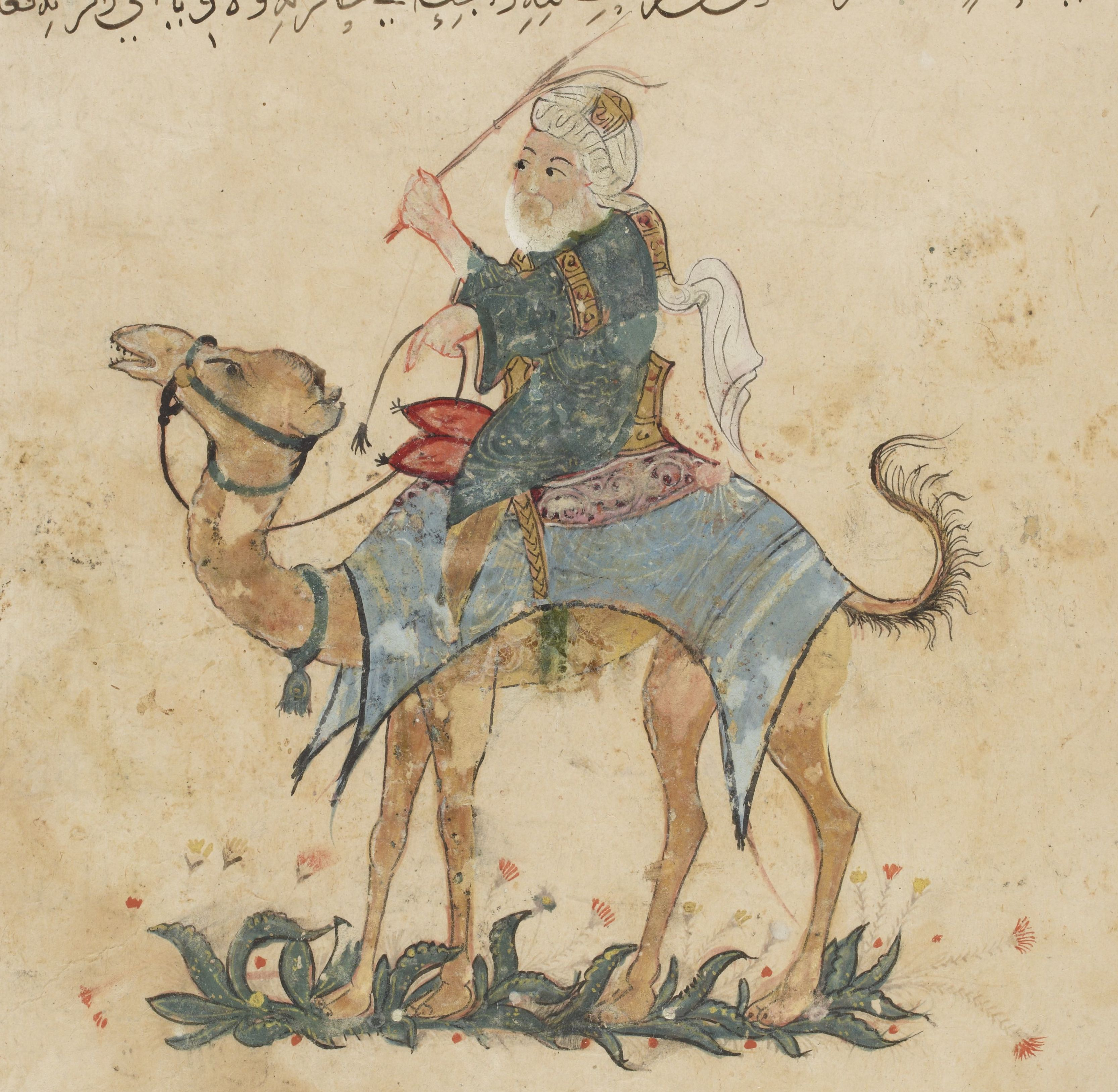
14世紀にモロッコから中国まで旅したイスラムの旅行家イブン＝バットゥータ(1304-1368)誕生。

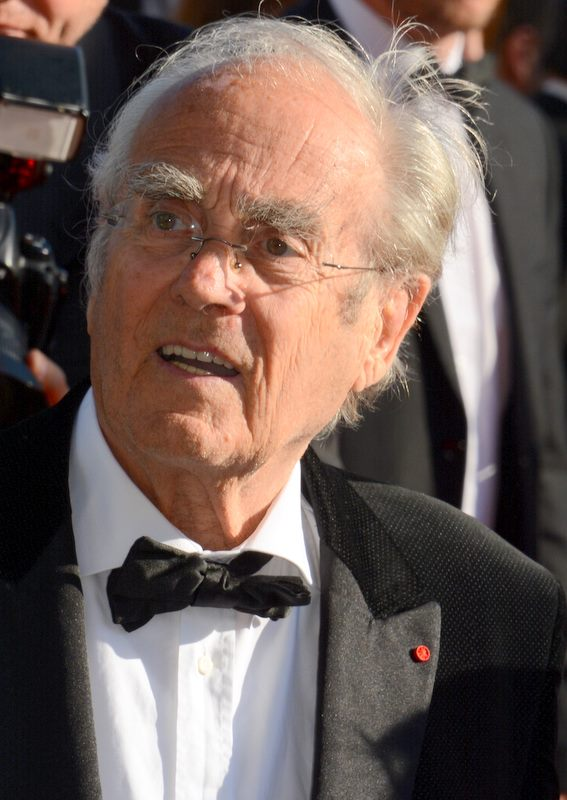
作曲家、ジャズピアニストミシェル・ルグラン(1932-2019)誕生。

- 1103年（康和5年1月16日） - 鳥羽天皇、第74代天皇（+ 1156年）
- 1304年 - イブン・バットゥータ、旅行家、法学者（+ 1368年）
- 1463年 - ピコ・デラ・ミランドラ、哲学者、人文主義者（+ 1494年）
- 1500年 - カール5世、神聖ローマ帝国皇帝、スペイン国王（+ 1558年）
- 1536年 - クレメンス8世、第231代ローマ教皇（+ 1605年）
- 1619年 - シャルル・ルブラン、画家、室内装飾家（+ 1690年）
- 1664年 - トーマス・ニューコメン、発明家、起業家（+ 1729年）
- 1771年 - ヨハン・バプティスト・クラーマー、ピアニスト、作曲家（+ 1858年）
- 1786年 - ヴィルヘルム・グリム、文献学者、グリム兄弟の弟（+ 1859年）
- 1828年 - ハリー・パークス、外交官（+ 1885年）
- 1831年 - レオ・フォン・カプリヴィ、軍人、政治家（+ 1899年）
- 1842年 - アッリーゴ・ボーイト、詩人、台本作家、作曲家（+ 1918年）
- 1846年 - ルイージ・デンツァ、作曲家（+ 1922年）
- 1852年（嘉永5年2月5日） - 寺内正毅、政治家、第18代内閣総理大臣（+ 1919年）
- 1864年（文久4年1月17日）- 伊藤為吉、建築家、発明家（+ 1943年）
- 1869年 - 蔵園三四郎、政治家、弁護士（+ 1939年）
- 1874年 - ホーナス・ワグナー、元プロ野球選手（+ 1955年）
- 1875年 - コンスタンティン・ヒールル、政治家（+ 1955年）
- 1882年 - 多田駿、陸軍軍人（+ 1948年）
- 1885年 - チェスター・ニミッツ、軍人（+ 1966年）
- 1890年 - 青野季吉、文芸評論家（+ 1961年）
- 1891年 - 瀧川幸辰、法学者（+ 1962年）
- 1893年 - 三島徳七、冶金学者（+ 1975年）
- 1896年 - 粥川伸二、日本画家（+ 1949年）
- 1897年 - 蜷川虎三、政治家、京都府知事（+ 1981年）
- 1898年 - クルト・タンク、エンジニア（+ 1983年）
- 1902年 - 梅中軒鶯童、浪曲師（+ 1984年）
- 1904年 - 小杉勇、俳優、映画監督（+ 1983年）
- 1906年 - 日向方齊、経営者（+ 1993年）
- 1909年 - オーガスト・ダーレス、小説家（+ 1971年）
- 1909年 - 知里真志保、言語学者（+ 1961年）
- 1910年 - 山村聡、俳優（+ 2000年）
- 1911年 - 伊藤清永、洋画家（+ 2001年）
- 1913年 - 堀米庸三、歴史学者（+ 1975年）
- 1914年 - リカルド・オドノポソフ、ヴァイオリニスト（+ 2004年）
- 1922年 - 安川加寿子、ピアニスト（+ 1996年）
- 1922年 - ゲルハルト・ティベン、ドイツ空軍のエース・パイロット（+ 2006年）
- 1922年 - プニーナ・ザルツマン、ピアニスト（+ 2006年）
- 1922年 - リチャード・ハミルトン、画家（+ 2011年）
- 1923年 - 小田稔、天文学者（+ 2001年）
- 1924年 - 淡島千景、女優（+ 2012年）
- 1924年 - 高野裕良、元プロ野球選手（+ 2013年）
- 1927年 - 立川昭二、歴史学者（+ 2017年）
- 1927年 - エマニュエル・リヴァ、女優（+ 2017年）
- 1929年 - ズジスワフ・ベクシンスキー、画家（+ 2005年）
- 1929年 - アンドレ・グンダー・フランク、経済学者、社会学者（+ 2005年）
- 1929年 - 大木金太郎、プロレスラー（+ 2006年）
- 1931年 - 日下武史、俳優（+ 2017年）
- 1931年 - 池野成、作曲家（+ 2004年）
- 1932年 - 高橋真輝、元プロ野球選手
- 1932年 - 三神真彦、作家、映像作家（+ 2008年）
- 1932年 - ミシェル・ルグラン、作曲家、ピアニスト（＋2019年）
- 1933年 - 上田敏也、声優（+ 2022年）
- 1933年 - 北畑利雄、元プロ野球選手（+ 2016年）
- 1934年 - ベッティーノ・クラクシ、政治家、イタリア首相（+ 2000年）
- 1934年 - レナータ・スコット、ソプラノ歌手（+ 2023年）
- 1939年 - 佐久間良子、女優
- 1939年 - 長田幸雄、元プロ野球選手
- 1940年 - ジミー・エリス、プロボクサー（+ 2014年）
- 1940年 - デニス・ロー、サッカー選手（+ 2025年）
- 1942年 - 小川哲哉、アナウンサー
- 1942年 - ジョン・ノイマイヤー、バレエダンサー、振付家
- 1943年 - 木村えいじ、漫画家
- 1944年 - 草野仁、キャスター、アナウンサー
- 1944年 - チト河内、ミュージシャン
- 1945年 - 岡本颯子、絵本作家
- 1945年 - 村上公康、元プロ野球選手
- 1946年 - グレゴリー・マルグリス、数学者
- 1946年 - テリー・ウィノグラード、計算機科学研究者
- 1947年 - 許永中、実業家、フィクサー
- 1947年 - エドワード・ジェームズ・オルモス、俳優
- 1948年 - 平野祐康、政治家
- 1949年 - 松本留美、女優
- 1950年 - 服部良一、政治家
- 1951年 - フランク・オーテンジオ、元プロ野球選手
- 1951年 - 中村栄一、有機化学者
- 1952年 - 徳田章、フリーアナウンサー
- 1954年 - 柏秀樹、モータージャーナリスト
- 1954年 - シド・マイヤー、ゲームクリエイター
- 1954年 - ロレンツォ・マトッティ、漫画家、イラストレーター
- 1955年 - 斉田敏男、事業家
- 1955年 - 三遊亭楽之介、落語家
- 1955年 - 山川猛、元プロ野球選手
- 1955年 - アラン・プロスト、F1ドライバー

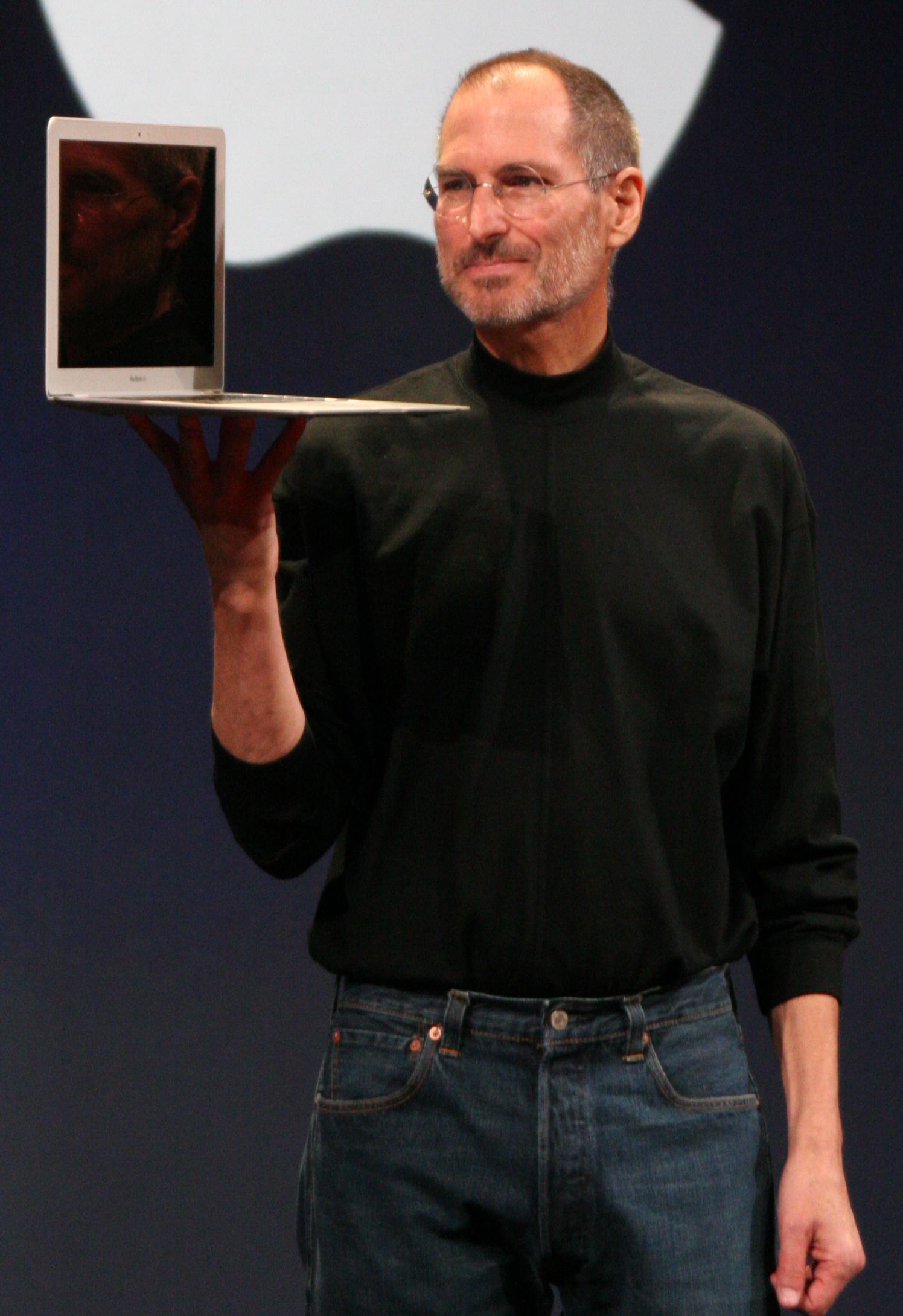
実業家スティーブ・ジョブズ(1955-2011)

- 1955年 - スティーブ・ジョブズ、企業家（+ 2011年）
- 1956年 - 大平サブロー、お笑いタレント
- 1956年 - ジュディス・バトラー、哲学者
- 1958年 - ASKA、シンガーソングライター（CHAGE and ASKA）
- 1958年 - 柏木宏之、アナウンサー
- 1959年 - 米津等史、政治家
- 1960年 - 平野寿将、料理研究家
- 1960年 - 小出美奈、経済アナリスト、アナウンサー
- 1960年 - 一色伸幸、脚本家
- 1960年 - 星崎真紀、漫画家
- 1961年 - 友直子、元女優
- 1962年 - 阿南健治、俳優
- 1964年 - 長嶝高士、声優
- 1964年 - 三原昇、元野球選手
- 1965年 - バス・ルッテン、格闘家
- 1965年 - アレッサンドロ・ガスマン、俳優
- 1966年 - ロッド・ブリューワ、元プロ野球選手
- 1966年 - レネ・アロチャ、元プロ野球選手
- 1967年 - コージー冨田、ものまねタレント
- 1967年 - ブライアン・P・シュミット、天体物理学者
- 1968年 - エマニュエル・ナスペッティ、F1ドライバー
- 1968年 - 内匠政博、元プロ野球選手
- 1969年 - 青木光恵、漫画家
- 1969年 - 辻野隆三、実業家、テニス指導者
- 1969年 - 三宅学、元バスケットボール選手、指導者
- 1969年 - 野本絵理、声優
- 1969年 - 朝倉圭矢、俳優
- 1969年 - 山本陽一、俳優
- 1970年 - ニール・サリバン、サッカー選手
- 1971年 - ペドロ・デ・ラ・ロサ、F1ドライバー
- 1972年 - アルカーディ・ヴォロドス、ピアニスト
- 1972年 - 木部信彦、元お笑い芸人（元ビッキーズ）
- 1972年 - キリト、歌手（ex.PIERROT、Angelo）
- 1972年 - 石村知子[17]、声優
- 1973年 - スタッビー・クラップ、元プロ野球選手
- 1974年 - 北山陽一、ミュージシャン（ゴスペラーズ）
- 1974年 - マイク・ローウェル、元プロ野球選手
- 1975年 - 片山大樹、元プロ野球選手
- 1976年 - 高島郷、俳優
- 1976年 - 石井真、声優
- 1976年 - 加藤奈々絵、声優
- 1977年 - フロイド・メイウェザー・ジュニア、プロボクサー
- 1977年 - ハマノヒロチカ、ミュージシャン
- 1977年 - ブロンソン・アローヨ、元プロ野球選手
- 1978年 - ドウェイン・ワイズ、元プロ野球選手
- 1978年 - 坂本將貴、元サッカー選手
- 1978年 - Shinya、ドラマー（DIR EN GREY）
- 1978年 - 竹宮ゆゆこ、小説家
- 1979年 - 菊地創、ミュージシャン（eufonius）（+ 2023年）
- 1980年 - 中邑真輔、プロレスラー、総合格闘家
- 1981年 - レイトン・ヒューイット、テニス選手
- 1981年 - 奥田恵梨華、女優
- 1981年 - 森山風歩、作家
- 1982年 - 桂三四郎、落語家
- 1982年 - 小出真保、お笑いタレント（元麦芽）
- 1982年 - melody.、元歌手
- 1984年 - 松永浩典、元プロ野球選手
- 1984年 - 若荒雄匡也、元大相撲力士
- 1984年 - みかん、ものまねタレント
- 1985年 - 尾西美咲、元陸上競技選手
- 1985年 - 琴乃、タレント、元AV女優
- 1986年 - 小林敦、元プロ野球選手
- 1987年 - 岩佐真悠子、元タレント
- 1987年 - 河邉千恵子、タレント
- 1988年 - 木村茜、タレント
- 1988年 - 山下莉奈、元グラビアアイドル
- 1988年 - 銀次、プロ野球選手
- 1988年 - マイケル・ジョンソン、サッカー選手
- 1988年 - 栗山夢衣[18]、タレント
- 1989年 - 千代將太、俳優
- 1989年 - 宏洋、俳優、YouTuber
- 1990年 - ランディ・クルメナッハ、レーサー
- 1990年 - アユブ・ダウド、サッカー選手
- 1991年 - 中庭アレクサンドラ、ファッションモデル、タレント
- 1991年 - マディソン・ハベル、フィギュアスケート選手
- 1992年 - 久保田あさみ、グラビアアイドル
- 1992年 - 根本弥生、ファッションモデル
- 1992年 - エゴール・コチェーエフ、フィギュアスケート選手
- 1992年 - 池谷麻依、元アナウンサー
- 1993年 - 西山穂乃加、アナウンサー
- 1993年 - さとみ、ゲーム実況者（すとぷり）
- 1993年 - 中野嘉大、サッカー選手
- 1993年 - RINABLOW[19]、モデル、レースクイーン
- 1993年 - 宋相勲、元プロ野球選手
- 1994年 - 伊東平、アナウンサー
- 1994年 - 中川皓太、プロ野球選手
- 1995年 - 鈴木瑠華、元子役、ファッションモデル
- 1996年 - 金城茉奈、タレント、ファッションモデル（+ 2020年）
- 1996年 - 小林茉里奈、アナウンサー、元アイドル（元AKB48）
- 1996年 - 前田聖来、映画監督、元タレント、元女優
- 1997年 - 矢倉楓子、アイドル（元NMB48、元AKB48）
- 1997年 - 向谷拓巳、元プロ野球選手
- 1997年 - 初美りん、元AV女優
- 1998年 - 前川楓、陸上競技選手
- 1998年 - 橋本篤郎、元プロ野球選手
- 1999年 - 西嶋一八、元子役
- 1999年 - ライジングHAYATO、プロレスラー
- 2000年 - 米谷奈々未、元アイドル（元欅坂46）
- 2000年 - 渡邉美穂、女優、アイドル（元日向坂46）
- 2000年 - 藤井由依、アナウンサー
- 2001年 - 小林サラ、ファッションモデル
- 2001年 - 松本晴、プロ野球選手
- 2003年 - 沢口愛華、タレント、アイドル（元dela）
- 2003年 - 松木平優太、プロ野球選手
- 2004年 - 米澤奈々香、陸上選手
- 生年不詳 - 招鬼、ギタリスト（陰陽座）
- 生年不詳 - 小島遊園地[20]、俳優、声優
- 生年不詳 - 曙はる、漫画家
- 生年不詳 - 阿部ゆたか、漫画家
- 生年不詳 - あらきかなお、漫画家
- 生年不詳 - 井上トモコ、漫画家
- 生年不詳 - 藤井亜矢、漫画家
- 生年不詳 - 山口いづみ、漫画家
- 生年不詳 - 伊駒ゆりえ、声優
- 生年不詳 - 山下敏成、アニメーター（+2024年）

### 人物以外（動物など）
- 1957年 - キタノオーザ、競走馬（+ 没年不明）
- 1966年 - アックアック、競走馬（+ 1990年）
- 1988年 - イブキマイカグラ、競走馬（+ 2009年）
- 1988年 - オペラハウス、競走馬（+ 2016年）
- 1990年 - エルウェーウィン、競走馬（+ 2016年）
- 1991年 - ファインカップ、競走馬（+ 没年不詳）
- 1993年 - Ruby、プログラミング言語
- 2001年 - エレクトロキューショニスト、競走馬（+ 2006年）
- 2004年 - アルバータスマキシマス、競走馬
- 2004年 - ドリームジャーニー、競走馬
- 2004年 - ウエスタンダンサー、競走馬
- 2005年 - オウケンブルースリ、競走馬
- 2006年 - インテンスフォーカス、競走馬
- 2008年 - ローマンレジェンド、競走馬
- 2008年 - ホエールキャプチャ、競走馬
- 2021年 - フォーエバーヤング、競走馬

## 忌日

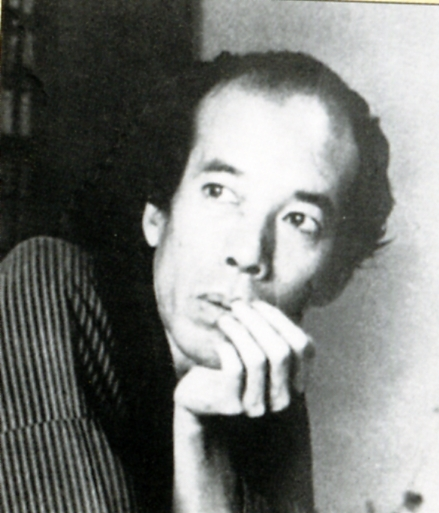
直木三十五 (1891-1934) 没。忌日は、代表作「南国太平記」から「南国忌」と呼ばれている。

- 616年 - エゼルベルト、ケント王（* 560年頃）
- 891年（寛平3年1月13日） - 藤原基経、平安時代の公卿（* 836年）
- 1563年 - フランソワ、ギーズ公（* 1519年頃）
- 1674年 - マティアス・ヴェックマン、作曲家（* 1616年頃）
- 1704年 - マルカントワーヌ・シャルパンティエ、作曲家（* 1643年）
- 1777年 - ジョゼ1世、ポルトガル王（* 1714年）
- 1799年 - ゲオルク・クリストフ・リヒテンベルク、科学者、風刺家（* 1742年）
- 1810年 - ヘンリー・キャヴェンディッシュ、化学者（* 1731年）
- 1812年 - エティエンヌ・ルイ・マリュス、物理学者、数学者（* 1775年）
- 1815年 - ロバート・フルトン、発明家（* 1765年）
- 1825年（文政8年1月7日） - 歌川豊国、浮世絵師（* 1769年）
- 1827年（文政10年1月25日）- 笠森お仙、明和三美人のひとり（* 1751年）
- 1856年 - ニコライ・イワノビッチ・ロバチェフスキー、数学者（* 1792年）
- 1871年 - テオドール・カリュエル・ダリニー、画家（* 1798年）
- 1871年 - ユリウス・ワイスバッハ、数学者、工学者（* 1806年）
- 1875年 - マルク・スガン、技術者、吊り橋・水管式蒸気機関発明者（* 1786年）
- 1876年 - ジョセフ・ジェンキンス・ロバーツ、初代リベリア大統領（* 1809年）
- 1907年 - オットー・ゴルトシュミット、作曲家、指揮者、ピアニスト（* 1829年）
- 1911年 - ジュール・ジョゼフ・ルフェーブル、画家（* 1836年）
- 1922年 - アルフレッド・エスピナス、社会学者、哲学者（* 1844年）
- 1923年 - エドワード・モーリー、物理学者（* 1838年）
- 1925年 - カール・ヤルマール・ブランティング、スウェーデンの首相（* 1860年）
- 1926年 - エディ・プランク、元プロ野球選手（* 1875年）
- 1929年 - アンドレ・メサジェ、作曲家（* 1853年）
- 1931年 - 久米邦武、歴史学者（* 1839年）
- 1934年 - 直木三十五、小説家（* 1891年）
- 1937年 - 盛田善平、実業家、敷島製パン創業者（* 1864年）
- 1942年 - アントン・ドレクスラー、政治家（* 1884年）
- 1945年 - 河口慧海、仏教学者（* 1866年）
- 1947年 - ジャック・グラスコック、元プロ野球選手（* 1857年）
- 1947年 - ピエール・ジャネ、心理学者（* 1859年）
- 1947年 - 血脇守之助、歯科医師、東京歯科大学創立者の一人（* 1870年）
- 1953年 - ゲルト・フォン・ルントシュテット、ドイツ国防軍の元帥（* 1875年）
- 1962年 - 胡適、教育家（* 1891年）
- 1963年 - ウィリアム・アキスリング、バプテスト宣教師（* 1873年）
- 1963年 - 山端祥玉、写真家（* 1887年）
- 1964年 - 高碕達之助、政治家、実業家（* 1885年）
- 1967年 - フランツ・ワックスマン、作曲家（* 1906年）
- 1974年 - 大門一男、翻訳家（* 1909年）
- 1975年 - ニコライ・ブルガーニン、政治家、ソビエト連邦首相（* 1895年）
- 1975年 - ハンス・ベルメール、画家、グラフィックデザイナー、写真家、人形作家（* 1902年）
- 1975年 - 三橋節子、画家（* 1939年）
- 1977年 - 馬場義続、検察官、元検事総長（* 1902年）
- 1982年 - 金子鋭、銀行家、元富士銀行頭取、第6代プロ野球コミッショナー（* 1900年）
- 1982年 - ヴァージニア・ブルース、女優、歌手（* 1910年）
- 1985年 - 有元利夫、画家（* 1946年）
- 1986年 - トミー・ダグラス、政治家（* 1904年）
- 1986年 - 藤原岩市、軍人、陸上自衛官（* 1908年）
- 1988年 - 板谷進、将棋棋士（* 1940年）
- 1988年 - ブリューマ・ゼイガルニク、心理学者、精神科医（* 1901年）
- 1988年 - メンフィス・スリム、ブルース・ピアニスト、歌手（* 1915年）
- 1990年 - アレッサンドロ・ペルティーニ、政治家、第7代イタリア大統領（* 1896年）
- 1990年 - マルコム・フォーブス、フォーブス発行者（* 1919年）
- 1990年 - トニー・コニグリアロ、元プロ野球選手（* 1945年）
- 1991年 - 兼本新吾、声優（* 1932年）
- 1993年 - ボビー・ムーア、元サッカー選手、指導者（* 1941年）
- 1994年 - ダイナ・ショア、歌手、女優（* 1916年）
- 1994年 - 稲見一良、小説家、放送作家 (* 1931年）
- 1995年 - 兵藤秀子（前畑秀子）、水泳選手（* 1914年）
- 1995年 - 北城真記子、女優（* 1918年）
- 1995年 - 神代辰巳、映画監督（* 1927年）
- 1999年 - 西川満、小説家、詩人（* 1908年）
- 2001年 - クロード・シャノン、情報工学者、数学者（* 1916年）
- 2001年 - 田中久寿男、プロ野球選手（* 1935年）
- 2002年 - レオ・オーンスタイン、ピアニスト、作曲家（* 1893年）
- 2002年 - 玉井祐吉、実業家、政治家（* 1915年）
- 2002年 - 片野饗一、銀行家、元秋田あけぼの銀行頭取（* 1915年）
- 2003年 - ベルナール・ロワゾー、フランス料理の料理人（* 1951年）
- 2004年 - 石川進、元プロ野球選手（* 1932年）
- 2005年 - 平井正穂、英文学者、東京大学名誉教授（* 1911年）
- 2005年 - 蔦谷喜一、塗り絵作家 （* 1914年）
- 2005年 - 西野一夫、実業家、初代東宝映像美術社長（* 1918年）
- 2005年 - 佐竹申伍、小説家（* 1921年）
- 2005年 - 西山広喜、右翼（* 1923年）
- 2005年 - 杉村升、脚本家（* 1948年）
- 2006年 - 秋玲二、漫画家、画家（* 1910年）
- 2006年 - デニス・ウィーバー、俳優（* 1924年）
- 2006年 - ドン・ノッツ、 俳優、声優（* 1924年）
- 2007年 - ブルース・ベネット、砲丸投げ選手（* 1906年）
- 2008年 - 萩野貞樹、国語学者（* 1939年）
- 2010年 - 中村昇、実業家、元京セラ会長（* 1944年）
- 2011年 - 立山学、政治運動家、文筆家（* 1935年）
- 2013年 - 松岡理、建築学者、名古屋大学名誉教授（* 1926年）
- 2013年 - オルハン・スヨルジュ、パイロット（* 1926年）
- 2013年 - デイヴ・チャールトン、レーシングドライバー（* 1936年）
- 2013年 - 梅本洋一、コピーライター（* 1950年）
- 2014年 - 廣中俊雄、法学者、東北大学名誉教授（* 1926年）
- 2014年 - ハロルド・ライミス、脚本家、映画監督（* 1944年）
- 2015年 - ジェラール・ドゥカルージュ、レーシングカーデザイナー（* 1941年）
- 2015年 - 宮崎総子、フリーアナウンサー（* 1944年）
- 2016年 - 末吉俊信、元プロ野球選手（* 1927年）
- 2017年 - 高木聖鶴、書家（* 1923年）
- 2017年 - 石原萠記、評論家、社会主義運動家（* 1924年）
- 2017年 - 森正武、数学者、工学博士、京都大学名誉教授、筑波大学名誉教授（* 1937年）
- 2017年 - 辛島文雄、ジャズピアニスト（* 1948年）
- 2018年 - 左とん平、俳優（* 1937年）
- 2018年 - 林家ライス、漫才師（* 1941年）
- 2018年 - 谷光大、実業家、元ジェイ・エム・エス社長（* 1943年）
- 2018年 - シュリデヴィ、女優（* 1963年）
- 2019年 - ドナルド・キーン、日本文学者、日本学者（* 1922年）
- 2019年 - アントワーヌ・ギゼンガ、政治家、元コンゴ民主共和国首相（* 1925年）
- 2019年 - エルンスト＝ヴォルフガング・ベッケンフェルデ、国法学者、元連邦憲法裁判所判事（* 1930年）
- 2019年 - 李学勤、中国史学者、中国学者（* 1933年）
- 2020年 - キャサリン・ジョンソン、数学者（* 1918年）
- 2020年 - ダイアナ・セラ・キャリー、元子役、作家（* 1918年）
- 2020年 - 伊藤栄一、指揮者、東京学芸大学名誉教授、創価大学名誉教授（* 1925年）
- 2020年 - クライブ・カッスラー、小説家、海洋冒険家（* 1931年）
- 2020年 - 筒井伸輔、画家（* 1968年）
- 2020年 - 後藤淳一、声優（* 1979年）
- 2021年 - 宮城淳、元テニス選手、1955年全米オープンダブルス優勝者（* 1931年）
- 2021年 - 児玉健次、政治家（* 1933年）
- 2021年 - ンシンガ・ウジュー、政治家、第13代ザイール共和国国家第一委員（* 1934年）
- 2021年 - 木村吉宏、指揮者、元大阪市音楽団（現Osaka Shion Wind Orchestra）団長（* 1939年）
- 2021年 - ロナルド・ピックアップ、俳優（* 1940年）
- 2021年 - アラン・ロバート・マレー、音響編集者（* 1954年）
- 2021年 - 成清龍之介、競輪選手（* 1999年）
- 2022年 - 熊谷榧、画家、元豊島区立熊谷守一美術館館長（* 1929年）
- 2022年 - ジョン・ランディ、陸上選手（* 1930年）
- 2022年 - 柴川林也、経営学者、一橋大学名誉教授（* 1934年）
- 2022年 - サリー・ケラーマン、女優、歌手（* 1937年）
- 2022年 - イワンカ・フリストワ、砲丸投げ選手、1976年モントリオール五輪金メダリスト（* 1941年）
- 2022年 - ゲイリー・ノース、経済学者、神学者、歴史学者（* 1942年）
- 2022年 - ヴァアイガ・ツイガマラ、ラグビー選手（* 1969年）
- 2022年 - ドミトリー・デベルカ、元レスリング選手（* 1976年）
- 2022年 - ヴィタリー・スカクン、軍人、ウクライナ海兵隊工兵（* 1996年）
- 2023年 - ウォルター・ミリッシュ、映画プロデューサー（* 1921年）
- 2023年 - 西川杏太郎、美術史家、元奈良国立博物館館長（* 1929年）
- 2023年 - ジェームズ・アブレズク、政治家（* 1931年）
- 2023年 - 西山太吉 - ジャーナリスト、元毎日新聞記者、西山事件の当事者（* 1931年）
- 2023年 - 徳光彰二、実業家、元中京テレビ放送社長、元東海銀行（現三菱UFJ銀行）会長（* 1940年）
- 2024年 - 渡邉妙子、刀剣学者、元佐野美術館理事長（* 1937年）
- 2024年 - 仲宗根美樹 - 歌手（* 1944年）
- 2024年 - クリス・ニコル、元プロサッカー選手、指導者（* 1946年）
- 2024年 - チャーリー・ビトン、政治家（* 1947年）
- 2024年 - ブライアン・ステイブルフォード、SF作家（* 1948年）
- 2024年 - 琴ヶ嶽綱一、元大相撲力士（* 1952年）
- 2024年 - ケネス・ミッチェル、俳優（* 1974年）
- 2025年 - ロバータ・フラック、歌手 (* 1937年)
- 2025年 - 岸本梓、タレント (* 1985年)

### 人物以外 (動物など)
- 2025年 - ジャンダルム、競走馬 (* 2015年)

## 記念日・年中行事

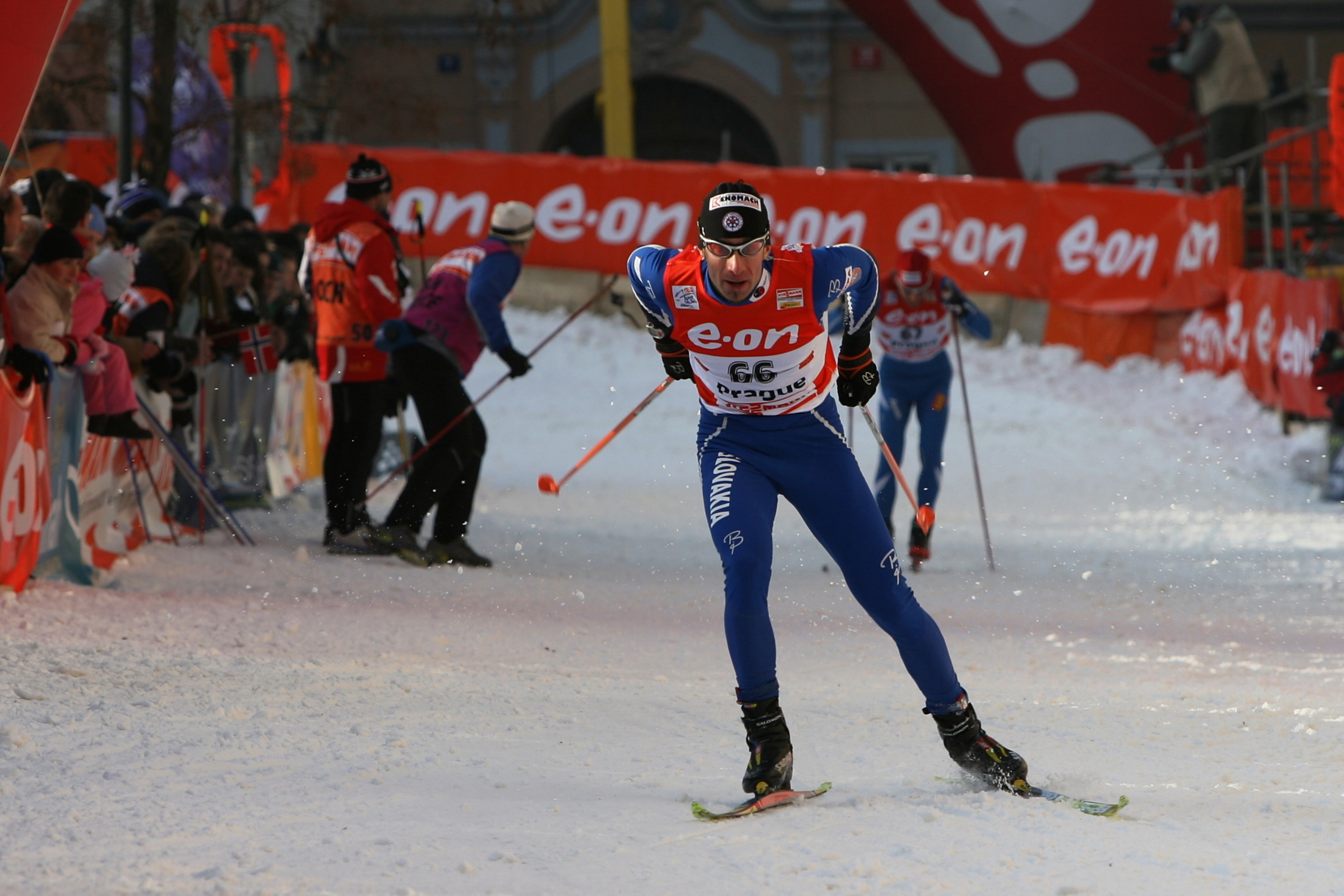
クロスカントリーの日。1877年に初の選手権大会が実施される。

- 独立記念日（ エストニア）
1918年のこの日、エストニアがロシア・ソビエト連邦社会主義共和国からの独立を宣言したことを記念。
- 国旗の日（英語版）（ メキシコ）
1821年のこの日、メキシコ独立革命の指導者アグスティン・デ・イトゥルビデがメキシコのスペインからの独立のための三原則を含む「イグアラ綱領」を発表し、ビセンテ・ゲレロがメキシコの国旗に忠誠を誓ったことを記念。
- 国家芸術家の日（ タイ）
- クロスカントリーの日
1877年のこの日、統一ルールによるクロスカントリーの初めての大会がイギリスで開催されたことにちなむ[21]。
- 鉄道ストの日（ 日本）
1898年のこの日、日本初の鉄道ストライキが実施されたことにちなむ。日本鉄道の機関士ら400人がストライキに突入し、上野 - 青森間の列車が運休した[22]。
- 月光仮面登場の日（ 日本）
1958年のこの日、ラジオ東京（現在のTBSテレビ）で国産初のテレビ映画『月光仮面』のテレビ放送が始まったことにちなむ[23]。
- 等伯忌（ 日本）
能登国七尾の生まれで、桃山時代を代表する画人長谷川等伯は、慶長15年2月24日（1610年3月19日）没。これを記念し、石川県七尾市で長谷川等伯を顕彰する市民団体「等伯会」（大林重治会長）が制定。なお、忌日として日本記念日協会に認定登録されたのは、等伯忌が最初。
- 白久保のお茶講（ 日本）
群馬県中之条町の白久保天満宮祭礼の宵祭りとして「お茶講」が行われる。お茶講は、渋茶（煎茶）・甘茶・チンピ（みかんの皮を干したもの）を煎り粉にして四種類の混合茶を作り、それを飲み当てるもの。14世紀の中頃に行われた茶の香りや味を当てるゲーム「闘茶」と深い関わりがあるといわれている[24]。全正解者や全く合わない者が多い年は豊作になるといわれている。1979年（昭和54年）12月7日、国の重要無形文化財に指定。